# Virgoletta
Virgoletta est une frazione de la commune de Villafranca in Lunigiana, dans la province de Massa-Carrara en Toscane.

## Histoire
- Le château de Virgoletta

## Galerie

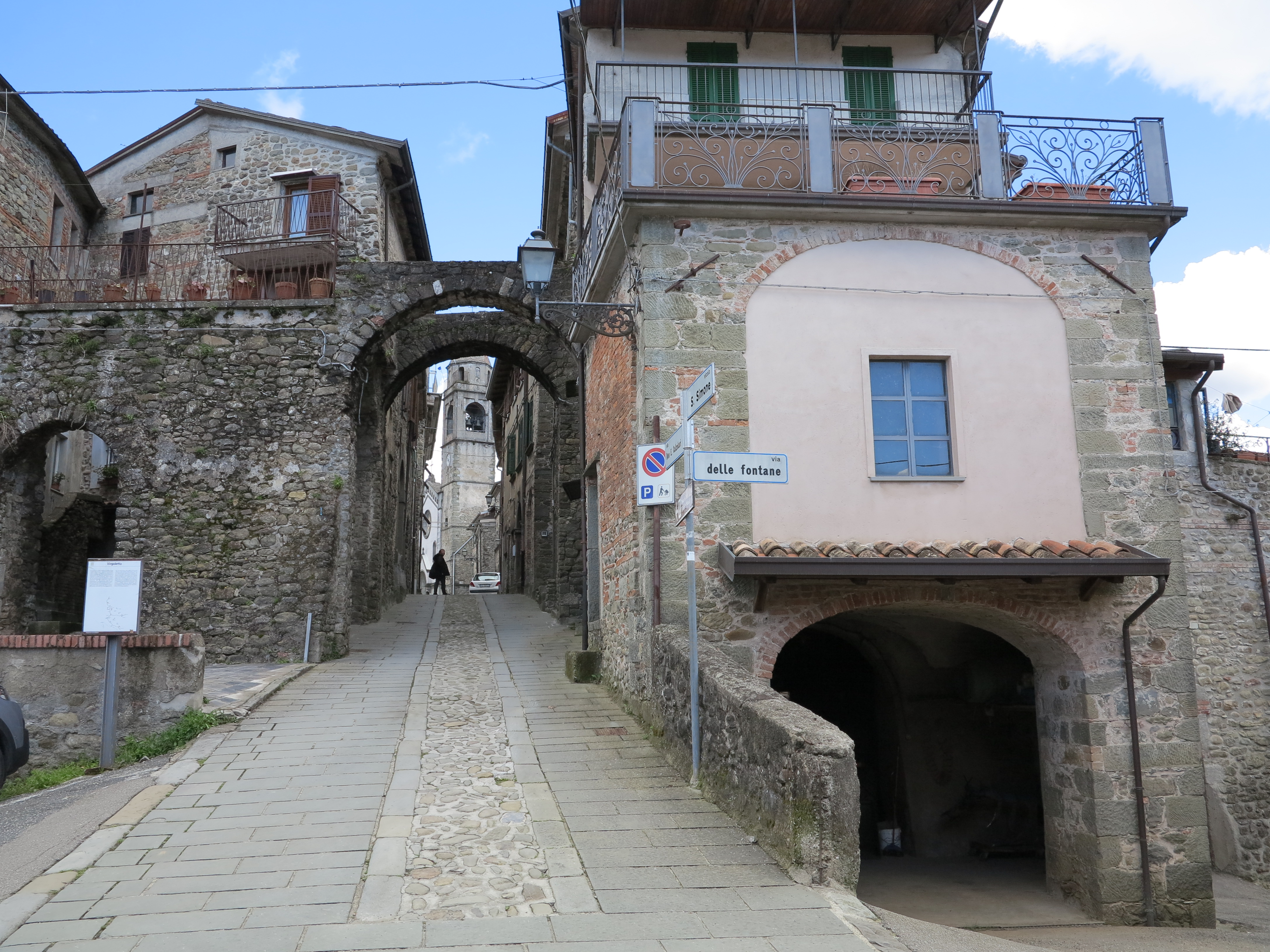
Une rue du village
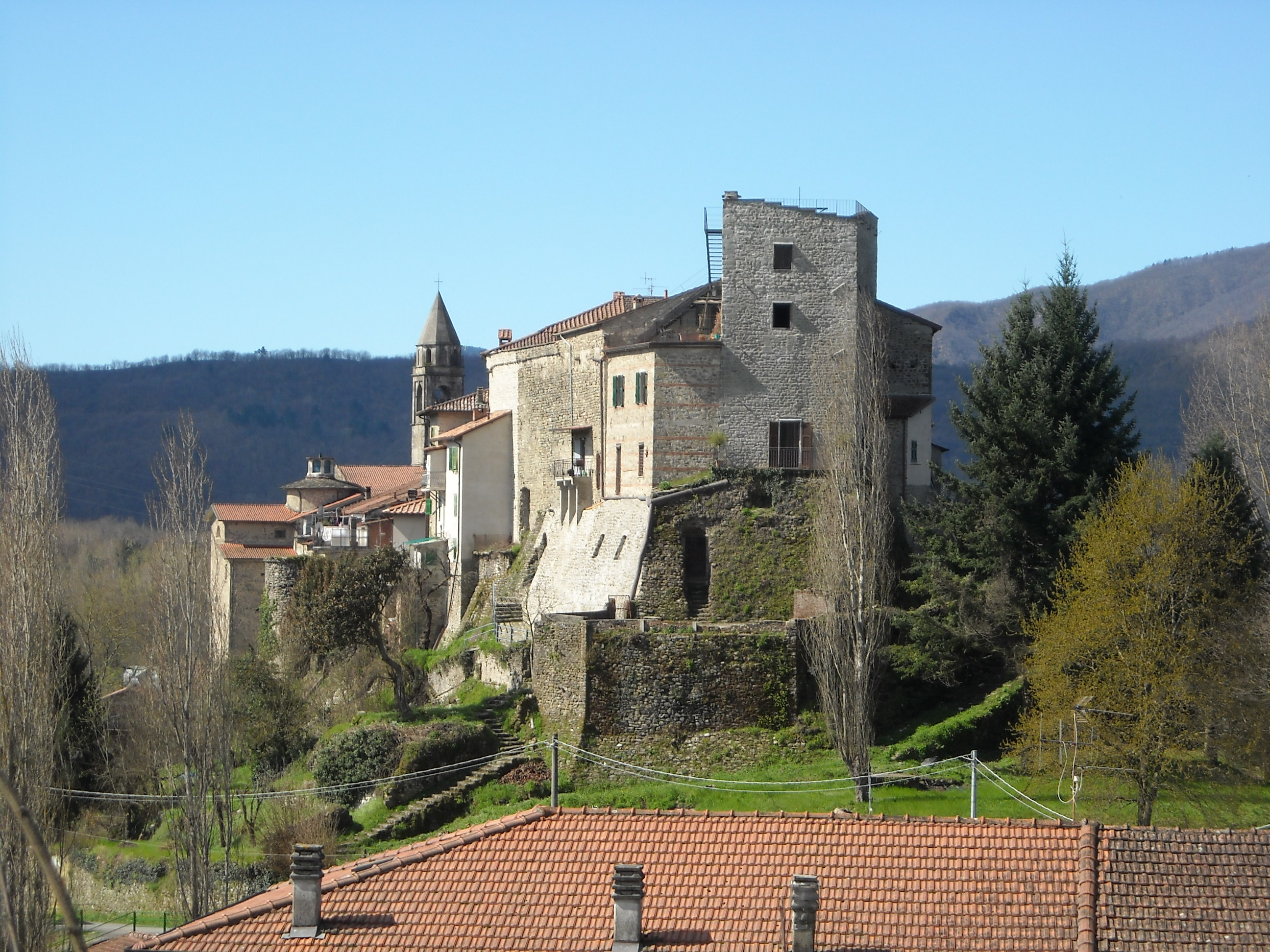
Le château de Virgoletta